# Tropidodryas
Genre
Tropidodryas est un genre de serpents de la famille des Dipsadidae.

## Répartition
Les espèces de ce genre sont endémiques du Brésil.

## Liste des espèces
Selon The Reptile Database (28 août 2013) :
- Tropidodryas serra (Schlegel, 1837)
- Tropidodryas striaticeps (Cope, 1870)

## Publication originale
- Fitzinger, 1843 : Systema Reptilium, fasciculus primus, Amblyglossae. Braumüller et Seidel, Wien, p. 1-106. (texte intégral).